# Lüdersdorf
Lüdersdorf település Németországban, Mecklenburg-Elő-Pomeránia tartományban. Lakosainak száma 5316 fő (2023. december 31.).

## Népesség
A település népességének változása:
| Lakosok száma | 5309 | 5326 | 5308 | 5330 | 5316 |
|               | 2017 | 2019 | 2021 | 2022 | 2023 |